# 弗罗斯特普鲁夫 (佛罗里达州)
弗罗斯特普鲁夫（英語：Frostproof），是美国佛罗里达州波爾克縣下属的一座城市。建立于1921年。面积约为6.4平方公里（约合2.5平方英里）。根据2010年美国人口普查，该市有人口2,992人。论人口在本州排行第250。